# Cola nabis
Cola nabis är en fjärilsart som beskrevs av Dyar 1914. Cola nabis ingår i släktet Cola och familjen nattflyn. Inga underarter finns listade i Catalogue of Life.